# Рибне борошно
Ри́бне бо́рошно — один з найкращих протеїнових кормів тваринного походження, якщо має низький вміст жиру, кухонної солі та фосфорнокислого кальцію.

## Виробництво
Залежно від вмісту жиру в сировині рибне борошно готують різними способами. При вмісті жиру до 2% висушують і розмелюють до стану борошна, до 5% — підсушують, екстрагують, висушують повністю і розмелюють. 
Якщо сировина містить понад 5% жиру, рибне борошно готують пресуванням.

## Енергетична цінність
Енергетична цінність 1 кг рибного борошна коливається у межах 10-14 МДж обмінної енергії. В 1 кг його міститься 535 г перетравного протеїну, 67 – кальцію, 57 г – фосфору. За амінокислотним складом рибне борошно поступається лише кров'яному. Протеїн його багатий на лізин, метіонін, цистин, містить достатню кількість триптофану та інших незамінних амінокислот.

## Оцінка продукту
Органолептично рибне борошно оцінюють за зовнішнім виглядом, запахом та крупністю помелу. За зовнішнім виглядом розсипне рибне борошно не повинне мати грудок і цвілі, допускається дрібноволокнистість. 
Гранульоване борошно повинно мати гранули діаметром не більше 20 мм, завдовжки до 30 мм. Їхнє руйнування допускається, але не більше
35% маси борошна.
Запах рибного борошна специфічний, характерний рибний (сторонній не допускається).

### Крупність помелу
Розсипне борошно повинно повністю просіюватись крізь сито з отворами діаметром 5 мм, а на ситі з отворами діаметром 3 мм допускається залишок часток не більше 5%.

## Зберігання і згодовування
Строк зберігання стабілізованого антиокислювачем рибного борошна – один рік після виготовлення. Зберігають його в добре обладнаних сухих приміщеннях.
При високому вмісті жиру в процесі зберігання втрачає якість через окислення жиру, набуваючи гіркуватого смаку. Згодовування тваринам такого борошна може викликати у них захворювання органів травлення. Іноді рибне борошно виготовляють із солоної риби. Свині і птиця особливо чутливі до надлишку в кормах кухонної солі. Тому її вміст потрібно контролювати. У рибному борошні її може бути не більше 5%.
Оскільки доброякісне рибне борошно має високий вміст повноцінного білка, кальцію, фосфору та вітамінів групи В, його використовують переважно як білкову добавку до раціонів свиней і птиці в кількості відповідно 3-5% і 10-15% енергетичної поживності раціонів. 
Для того, щоб м'ясо від тварин, яким згодовували рибне борошно, не мало небажаного рибного запаху і смаку, його слід виключати з раціонів свиней після досягнення ними маси 50-60 кг, молодняку м'ясних порід птиці за 10-12 днів до забою, а в разі потреби замінити м'ясним, кров'яним або м'ясокістковим борошном.